# Drepanosticta myzouris
Drepanosticta myzouris är en trollsländeart som beskrevs av Van Tol 2005. Drepanosticta myzouris ingår i släktet Drepanosticta och familjen Platystictidae. Inga underarter finns listade i Catalogue of Life.